# Mount Torbert
Mount Torbert je hora na jihu Aljašky, nejvyšší vrchol pohoří Tordrillo Mountains. Leží jižně od Aljašských hor, přibližně 140 kilometrů západně od Anchorage. Hora je silně zaledněná, v okolí se nachází řada vulkánů. Mount Torbert (3 479 m) náleží k nejprominentnějším vrcholům ve Spojených státech.